# Fum al-Wad
Fum al-Wad (arabiska: فم الواد; spanska: Fum el Uad; franska: Foum El Oued) är en ort i den av Marocko kontrollerade delen av det omstridda området Västsahara. Den ligger vid kusten i den norra delen av landet, 21 km väster om huvudstaden El-Aaiún.
Enligt Marockos administrativa indelning tillhör orten en landskommun med samma namn i provinsen El-Aaiún. Denna kommun hade 1 380 invånare enligt Marockos folkräkning 2014.